# Geweidsterpolder
De Geweidsterpolder is een voormalig waterschap in de provincie Groningen.
De polder lag pal ten westen van Thesinge, waarbij de noordgrens lag bij de Boersterwaterlozing en de zuidgrens bij het Geweide. De polder was 2,6 km lang en zo'n 700 m breed. De molen van het schap sloeg uit op het Geweide en stond ongeveer 550 m ten noorden van het dorp. 
Waterstaatkundig gezien ligt het gebied sinds 1995 binnen dat van het waterschap Noorderzijlvest.

## Naam
De polder is genoemd naar het water waar het op loosde, het Geweide of het Geweijde. De naam van het water is afgeleid van weg, vergelijk waterweg, en stamt uit de Friese tijd. Het is een hypercorrectie van wei (= weg).